# Psychomyia lumina
Psychomyia lumina là một loài Trichoptera trong họ Psychomyiidae. Chúng phân bố ở miền Tân bắc.